# Anelosimus chickeringi
Anelosimus chickeringi är en spindelart som beskrevs av Claude Lévi 1956. Anelosimus chickeringi ingår i släktet Anelosimus och familjen klotspindlar. Inga underarter finns listade i Catalogue of Life.